# Kościelec (powiat kolski)

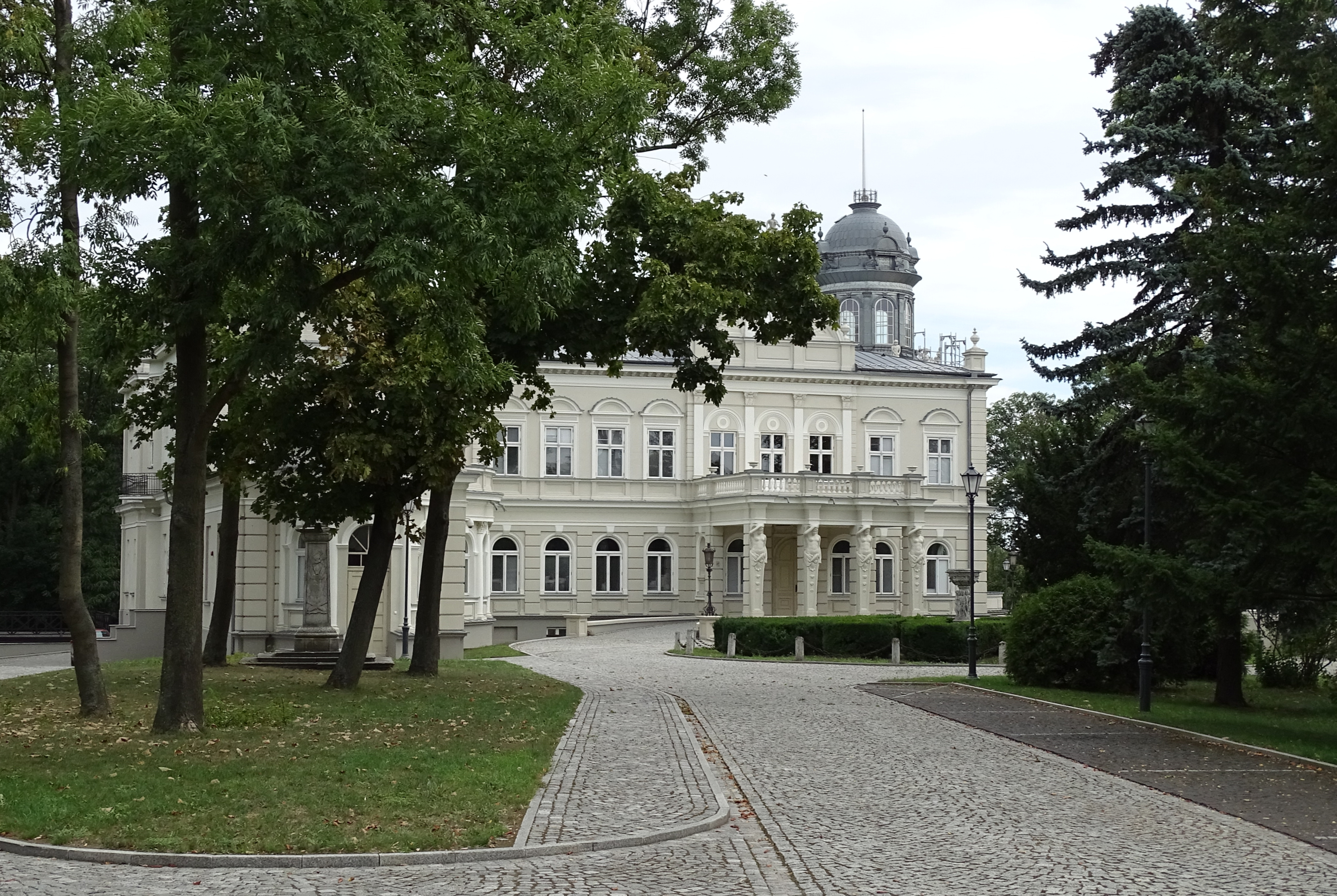
Eklektyczny pałac w parku (siedziba Państwowego Liceum Sztuk Plastycznych w Kościelcu)

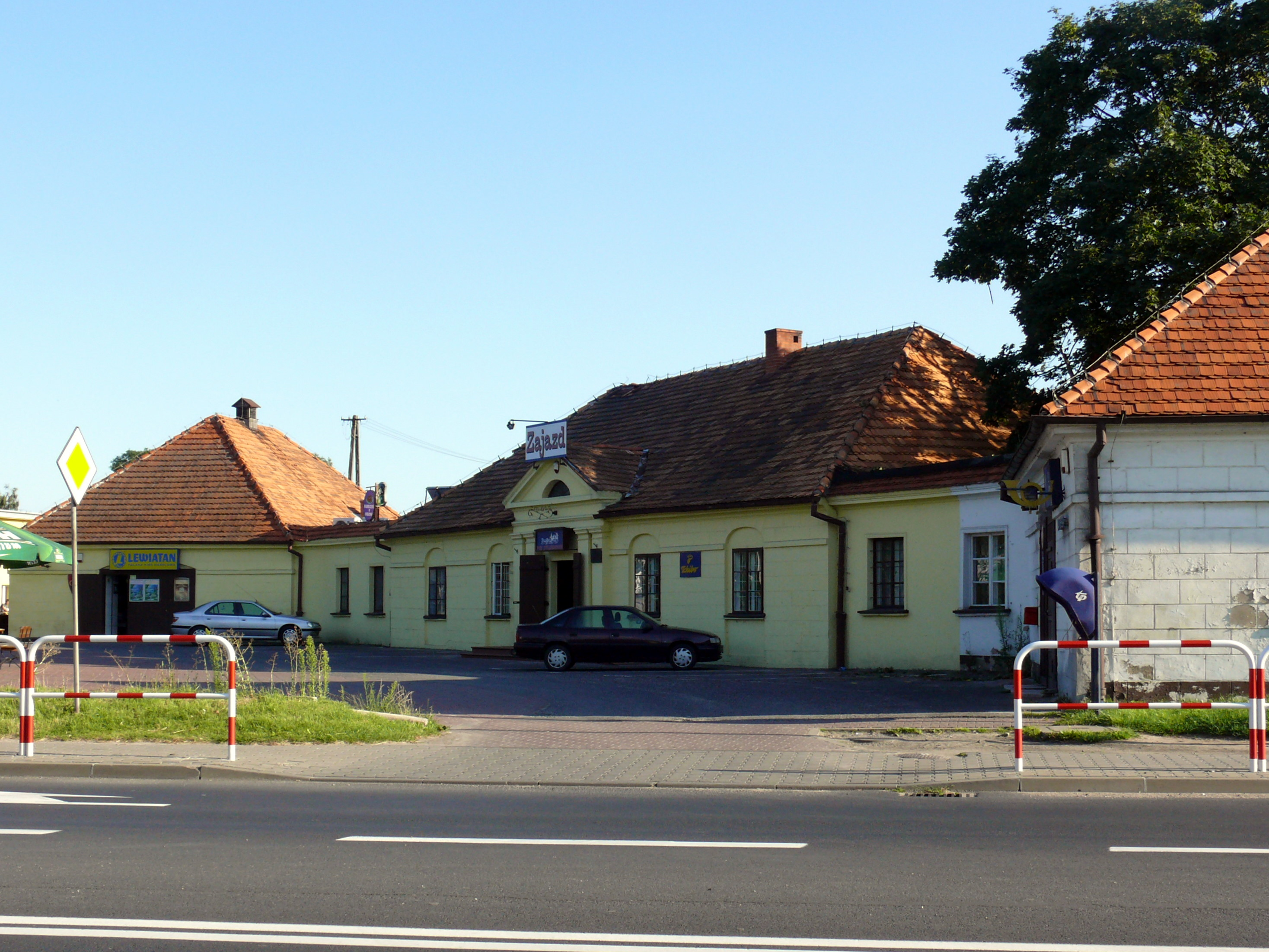
Zajazd pocztowy

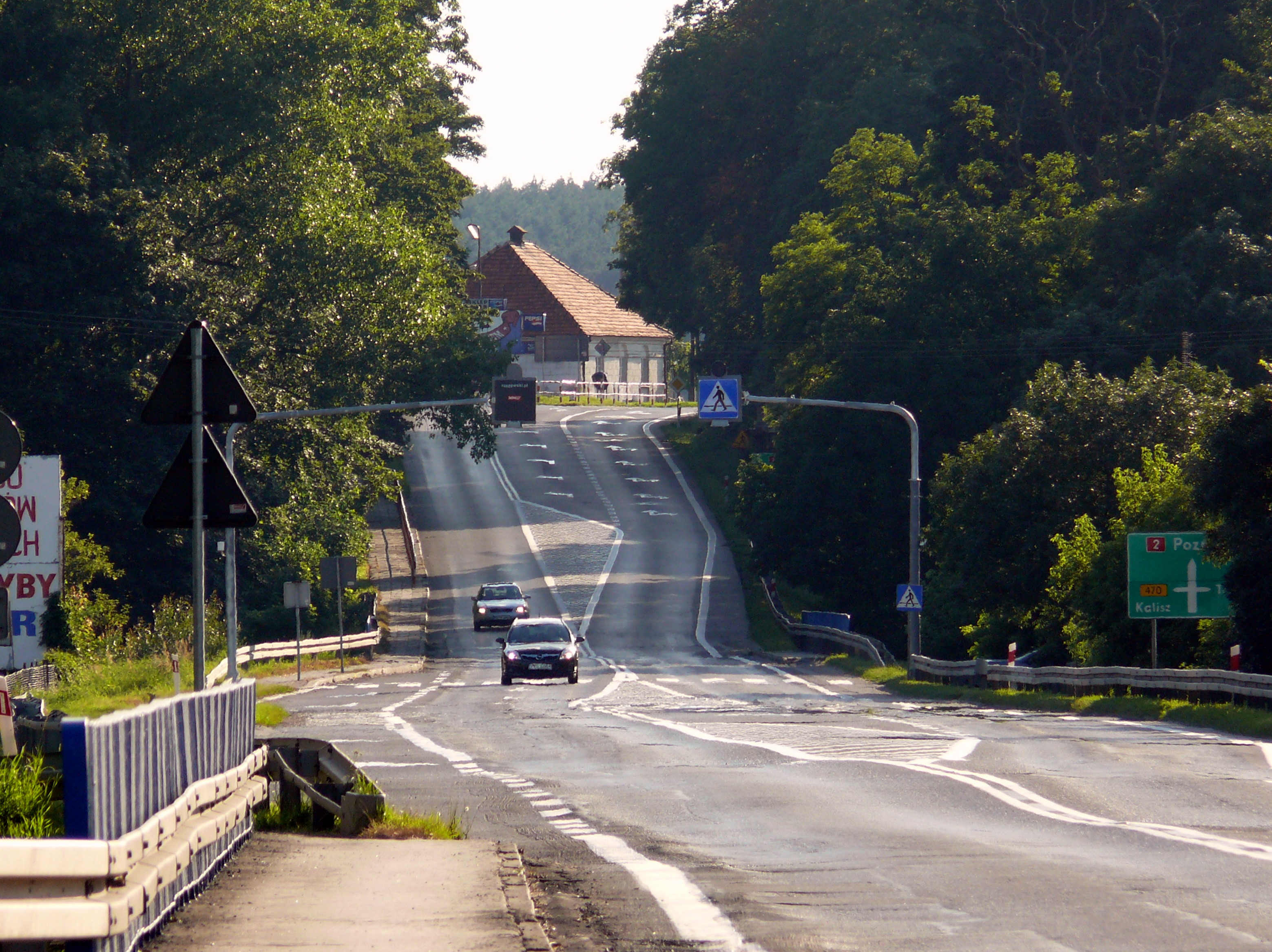
Droga krajowa nr 92 w Kościelcu

Kościelec – wieś w Polsce położona w województwie wielkopolskim, w powiecie kolskim, w gminie Kościelec, nad Kiełbaską. 
Miejscowość jest siedzibą gminy Kościelec. 
Wieś królewska należąca do starostwa kolskiego, pod koniec XVI wieku leżała w powiecie konińskim województwa kaliskiego. W latach 1954–1972 wieś należała i była siedzibą władz gromady Kościelec. W latach 1975–1998 miejscowość należała administracyjnie do województwa konińskiego.

## Informacje ogólne
Wieś położona 5 km na zachód od Koła przy drodze krajowej nr 92 z Poznania do Warszawy. W centrum wsi skrzyżowanie z drogą wojewódzką nr 470 do Turku i Kalisza.

## Części wsi
| SIMC    | Nazwa     | Rodzaj    |
| ------- | --------- | --------- |
| 0288047 | Tarnowiec | część wsi |

## Historia
Najstarsza wzmianka historyczna o Kościelcu, zawarta w dokumencie z 1362 r., nazywa miejscowość Kościołem. Kamienna świątynia została wybudowana we wsi już w pierwszej połowie XII wieku, musiała więc być to już w średniowieczu duża i zamożna osada. Była własnością książęcą, a później królewską, stanowiąc centrum klucza folwarków w starostwie kolskim. W 1823 r. oddano do użytku szosę z Warszawy, która rozwidlała się tutaj na Kalisz i Poznań. W 1836 r. car nadał majątek kościelecki gen. jazdy hrabiemu Kreutzowi, wsławionemu w walkach przeciwko Polakom w czasie powstania listopadowego. On to właśnie dowodził oddziałem, który zdobył redutę Ordona. Po odzyskaniu niepodległości majątek został przejęty przez rząd polski. W latach 1920–1939 istniała we wsi żeńska szkoła rolnicza. W latach niemieckiej okupacji nazwa miejscowości została zmieniona na Kirchdorf. Współczesne oblicze wsi kształtują placówki rolnicze. Kościelec jest siedzibą oddziału Wojewódzkiego Ośrodka Doradztwa Rolniczego, do którego zadań należy m.in.: adaptacja i wdrażanie do produkcji rolnej wyników prac naukowych oraz udzielania szerokiego poradnictwa ze wszystkich dziedzin gospodarki rolnej. Co roku na przełomie czerwca i lipca w tutejszym parku organizowane są targi rolnicze. We wsi mieści się także rolnicza szkoła ponadpodstawowa i liceum sztuk plastycznych.

## Zabytki

### Kościół
Romański kościół św. Andrzeja Apostoła wzniesiony został w połowie XII wieku. Później był trzykrotnie gruntowanie przebudowywany, w 1600, 1760 i w pierwszej dekadzie XXI wieku. orientowany. Romańskie prezbiterium jest murowane z kostki granitowej. Część ta jest salowa, zamknięta niższą i nieco węższą apsydą. Przy części romańskiej od północy przylegają zakrystia i skarbczyk.
Obiekt położony jest na Szlaku Romańskim.

### Pałac i zespół parkowy
Pałac w Kościelcu został zbudowany w 1889 roku przez hrabiego Aleksandra Cypriana von Kreutza eklektyczny pałac. W 1968 roku został wpisany do rejestru zabytków.
Po północnej stronie drogi krajowej położony znajduje się rozległy (12 ha) park krajobrazowy z kilkoma prospektami widokowymi, założony w drugiej połowie XIX wieku i należący do pałacu. Rosną w nim m.in. dwa drzewa - pomniki przyrody: cis pospolity o obwodzie 100 cm i dąb szypułkowy o obwodzie 500 cz. W parku wznoszą się romantyczne ruiny, jest w nim też meczet i minaret oraz sztuczna grota wyłożona tufem wulkanicznych przywiezionym z Sycylii.

### Cmentarz
Na cmentarzu parafialnym pochowany został filozof Henryk Struve, który w swych poglądach łączył ontologiczny idealizm z teoriopoznawczym pozytywizmem. Znajdują się także mogiły dziewięciu zabitych w 1939 r. podczas pierwszych nalotów niemieckich.

### Zajazd pocztowy
Na rozwidleniu dróg wznosi się klasycystyczny zajazd pocztowy z przełomu XVIII i XIX wieku. Składa się on z budynku mieszkalnego i dwóch pawilonów mieszczących się niegdyś stajnie, ustawionych skośnie po jego bokach. Dachy na wszystkich budynkach są czterospadowe, kryte dachówką. Obecnie w budynku mieszkalnym jest urządzona stylowa restauracja. W jednym z pawilonów mieści się filia Muzeum Poczty i Telekomunikacji we Wrocławiu, które urządziło tutaj ciekawą salę pamiątek z ekspozycją obrazującą historię usług pocztowych. Można zobaczyć tam m.in. model pierwszego polskiego wagonu pocztowego z 1860 r., dawne aparaty telegraficzne, fragmenty ubiorów pocztylionów oraz stare dokumenty i ryciny.

## Oświata
W Kościelcu znajdują się następujące placówki oświatowe:
- szkoła podstawowa
- Zespół Szkół Rolnicze Centrum Kształcenia Ustawicznego im. Stanisława Staszica
- Państwowe Liceum Sztuk Plastycznych w Kościelcu

## Sport
Przy szkole podstawowej znajduje się hala sportowo-widowiskowa. Odbywają się tam oprócz zajęć lekcyjnych inne imprezy sportowe na szczeblu powiatowym. W dniach 29 kwietnia - 2 maja 2006 r. odbywały się tu Mistrzostwa Polski Policji w Siatkówce.
W Kościelcu działa Uczniowski Klub Sportowy "Kiełbaska" z sekcją szachową.

## Osoby związane z Kościelcem
- Aleksander Cyprian von Kreutz – arystokrata, właściciel majoratu kościeleckiego, budowniczy pałacu w Kościelcu
- Andrzej Kreütz-Majewski – scenograf, malarz i pedagog, potomek XIX-wiecznych właścicieli majątku
- Paweł Jerzy Starzeński – dyplomata i publicysta